# Scatterometrie
Die Scatterometrie (dt. etwa Streustrahlungsmessung) ist eine zerstörungsfreie Methode zur Analyse von Partikeln und periodischen Oberflächenstrukturen mithilfe der elastischen Streuung und der Beugung von elektromagnetischen Wellen (häufig sichtbares Licht). Die Größen von Strukturen können dabei bis in den Nanometerbereich reichen, das heißt auch unterhalb der abbeschen Auflösungsgrenze (vgl. Auflösungsvermögen) des verwendeten Lichts.
Neben der Auswertung der Beugung von sichtbaren Licht gibt es auch noch ähnliche Verfahren, die in der Regel elektromagnetische Strahlung kürzerer Wellenlänge, z. B. Röntgenstrahlung, oder Teilchenstrahlung nutzen. Diese Verfahren werden im Deutschen in der Regel nicht als Scatterometrie, sondern als Diffraktometrie bezeichnet, beispielsweise die Neutronen- und Röntgen-Diffraktometrie.

## Einteilung

Prinzip der 2θ-Scatterometrie an einer Grabenstruktur mit der Darstellung typischer Parameter

Scatterometrische Verfahren lassen sich hinsichtlich der eingesetzten Strahlungsquelle und der Detektionsart in folgende Unterverfahren einteilen:
1. Detektionsart/Messaufbau
  1. 2θ-Scatterometrie: Messung der nullten Beugungsordnung des reflektierten/gestreuten Lichts unter Variation des Einfallswinkels θ (englisch angle-resolved scatterometry) sowie unter Betrachtung der s- und p-Polarisation (ähnlich der Ellipsometrie). Ursprünglich wurde hierbei nur monochromatisches Licht genutzt.
  2. Scatterometrie mit senkrechtem Einfall (englisch normal-incidence scatterometry): Messung bei senkrechtem Lichteinfall mit Variation der Wellenlänge, manchmal auch in Verbindung mit der Auswertung der ±1. Beugungsordnung
  3. Dome-Scatterometrie: Messung der höheren Beugungsordnungen mithilfe einer diffus streuenden Kuppel (englisch dome)
  4. Fourier-(Transformations)-Scatterometrie
2. Strahlungsquelle
  1. spektrale Scatterometrie: Scatterometrie unter Nutzung einer breitbandigen Strahlungsquelle und der Detektion eines größeren Spektralbereichs
  2. Laserscatterometrie: Scatterometrie unter Nutzung eines Lasers bzw. monochromatischen Lichts

Darüber hinaus existieren auch Scatterometrie-Verfahren, die als Kombination verschiedener Grundformen angesehen werden können oder um zusätzliche Parameter ergänzt wurden, beispielsweise um einen weiteren Drehwinkel in der Probenebene (φ-Scatterometrie).

## Funktionsweise
Im Folgenden wird die Funktionsweise der Methode am Beispiel einer Tiefenmessungen mithilfe der spektralen Scatterometrie kurz beschrieben werden.
Zur Messung wird ein mehrere zehn Mikrometer großes Feld mit einer periodischen Linienstruktur mit sichtbaren Licht bestrahlt und die Intensität und/oder der Polarisationszustand des an den Strukturen reflektierten Lichts detektiert. Dabei wird in der Regel nur die nullte Beugungsordnung betrachtet. Je nach Methode kann die Lichtdetektion als Funktion des Winkels, der Wellenlänge oder beidem erfolgen.
Das detektierte Spektrum ist abhängig von Strukturparametern wie der Linienbreite, der Tiefe, den Flankenwinkeln der Seitenwände oder dem Material, und in einem oder mehreren Bereichen charakteristisch für die beugende Struktur. Eine direkte inverse Bestimmung der Strukturparameter aus dem gemessenen Spektrum ist jedoch nicht möglich, da die notwendigen Gleichungen analytisch nicht gelöst werden können. Die inverse Bestimmung erfolgt daher indirekt mithilfe einer Ausgleichsrechnung an einem zuvor erstellten Modell, das die wesentliche Sollform der Struktur beschreibt. Durch die Ausgleichsrechnung werden daher nur die im Modell grob erfassten Parameter genauer bestimmt.

## Anwendung
Scatterometrische Verfahren basieren auf der elastische Streuung und Beugung von Licht an Partikeln und nichtplanaren Oberflächen. Sie werden daher zum einen zur Detektion von Partikeln in Gasen, Flüssigkeiten oder auf Oberflächen zum anderen zur Charakterisierung von periodischen oder zufälligen Oberflächenstrukturen eingesetzt werden.
Die spektrale Scatterometrie ist in den letzten Jahren zu einer wichtigen Methode bei der Produktionsüberwachung in der Halbleitertechnik geworden. Dort dient sie u. a. zur Charakterisieren von periodischen Profilen, wie die Tiefe oder Seitenwinkeln von geätzten Strukturen sowie der kritischen Dimension (CD); das Verfahren wird daher im Englischen auch als optical critical dimension metrology (OCD-Metrologie) bezeichnet. Darüber hinaus eignet es sich auch zur Bestimmung des Overlay-Versatzes (englisch diffraction based overlay, DBO) oder zur Messung vergrabener Strukturen, was vor allem bei fortgeschrittenen Techniken wie FinFETs neue Möglichkeiten der Prozesskontrolle eröffnet.
Als optische Messmethode lässt sie sich in andere optische Messgeräte, wie Geräten für die Bestimmung des Overlay-Versatzes oder der Schichtdicke (z. B. Reflektometer, Ellipsometer), und auch in Prozessanlagen integrieren. Letzteres ermöglicht eine sehr schnelle Rückmeldung an das Prozesskontrollsystem (mitunter in Echtzeit) und somit eine bessere Prozesskontrolle.
Nachteilig an Scatterometrie-Messungen ist der relativ hohe Platzbedarf für die Testflächen, diese sind oft 50 µm × 50 µm groß und können daher in der Regel nur im Ritzrahmen (englisch scribe line) zwischen den eigentlichen Chips untergebracht. In-Die-Messungen sind daher sehr selten, da hier kostbare Chipfläche belegt werden würde. In bestimmten Fällen können jedoch auch direkt periodische Strukturen der Schaltkreise für die Messung genutzt werden, beispielsweise größere DRAM- oder SRAM-Blöcke auf dem Chip. Ein wichtiger Nachteil, der gerade für die CD-Messung zum Tragen kommt, ist, dass die OCD-Messung in der Regel die keine Messung von isolierten Linienstrukturen erlaubt. Neben dem CD-Wert aus dichten Linien-Graben-Strukturen werden solche Informationen bei heutigen fotolithografischen Verfahren für die Bewertung des Belichtungsdosiseinflusses benötigt. Daher erfolgt im industriellen Umfeld die Messung der kritischen Dimension in der Regel nicht durch scatterometrische Verfahren, sondern durch Rasterelektronenmikroskope.

## Vor- und Nachteile
Scatterometrische Messungen sind zerstörungs- und berührungsfreie Methoden. Für den Einsatz in der Prozesskontrolle bei der Fertigung von Halbleiterprodukten zeichnen sie sich durch eine hohe Empfindlichkeit auch gegenüber kleinen Material- oder Strukturänderungen aus und ist anlagentechnisch meist verhältnismäßig einfach umzusetzen. Die scatterometrische Bestimmung von Profiltiefen sind im Vergleich zu alternativen Verfahren wie Rasterkraftmikroskopen deutlich schneller, im Hochdurchsatzbetrieb weniger störanfällig und bieten zudem die Möglichkeit, weitere Profilparameter wie Linienbreite, Seitenwandwinkel und Schichtdicken zu bestimmen.
Nachteilig ist jedoch, dass die Messungen der gewünschten Material- und Geometriedaten indirekt erfolgt, das heißt, sie benötigen eine Anpassungsrechnung eines vorher definierten Modells. Eine direkte Bestimmung der Materialdaten eines unbekannten Systems ist meist nicht möglich. Auch größere Abweichungen können ggf. nur mit größeren Fehlerwerten ermittelt werden. Darüber hinaus ist auch die Bestimmung von isolierten Linienbreiten, wie sie oft für die Prozesskontrolle in der Fotolithografie benötigt werden, nicht möglich.